# Canthydrus alluaudi
Canthydrus alluaudi là một loài bọ cánh cứng trong họ Noteridae. Loài này được Régimbart miêu tả khoa học đầu tiên năm 1906.